# 土屋神葉
土屋 神葉（つちや しんば、1996年4月4日 – ）は、日本の声優、俳優。東京都出身。 フリー。

## 来歴
2005年、伊藤園「天然ミネラル麦茶」のCM出演。
2013年、第26回ジュノンボーイスーパーボーイコンテストの上位100名に入選。
2015年4月、中央大学法学部に入学。5月に劇団ひまわりに入団。
2016年、『ハイスクール・ニンジャ』で声優デビュー。
2021年、第15回声優アワードにて新人男優賞を受賞。
2022年5月1日、自身のTwitter（現・X）を開設後、自身のTwitterアカウントにて同年4月30日をもって劇団ひまわりを退団したことを発表。
2022年6月1日、自身のSNSにて、トランスワールドジャパンのアーティストマネジメント事業部への所属を発表。
2023年3月1日、自身のSNSにて、トランスワールドジャパンの退所を発表。フリーでの活動を開始した。

## 人物
- 2人の姉（長姉：土屋炎伽〈チアリーダー、ミス・ジャパン2019グランプリ〉、次姉：土屋太鳳〈女優〉）がいる[6]。太鳳とは映画『バンブルビー』の吹き替えで共演して舞台挨拶にも共に登場している[7]。次姉・太鳳の夫でGENERATIONS from EXILE TRIBEの片寄涼太は義兄にあたる。バリトン歌手の土屋広次郎は親戚にあたり、声楽の指導も受けている[8]。
- 神葉という名前は本名。ディズニーアニメ『ライオン・キング』の主人公の名前からとられている[9]。
- 仲の良い声優に同年代の広瀬裕也、宮本侑芽がいる。
- 資格は普通自動車運転免許を持っている。
- 声優を目指すきっかけは宮野真守との出会いで、大学入学に合わせて宮野が所属する劇団ひまわりに入団した[10]。なお、宮野は『ウルトラマンゼロシリーズ』で神葉の姉・太鳳とも共演している[11]。
- ウルトラマンシリーズで長年メインキャラのスーツアクターを担当している岩田栄慶とは、師弟関係にあたる。岩田が個人で開くアクションスタジオ4ARTS[12]の生徒であり、高校時代はアクションを学んでいた[13]。現在は主に声優として活動しているが、『ウルトラマントリガー NEW GENERATION TIGA』などの作品では顔出しで出演してアクションを披露している[13][14]。

## 出演
太字はメインキャラクター

### テレビアニメ
2016年
- ハイキュー!! シリーズ（2016年 - 2020年、五色工） - 3シリーズ

2017年
- 龍の歯医者（トレシ）
- ボールルームへようこそ（富士田多々良）

2018年
- BEATLESS（野次馬B、男C、抗体ネットワークB、客A、兵士A 他）
- サンリオ男子（部員、弓道部員、男子、図書委員、サッカー部員）
- 働くお兄さん!の2!（ベルヶ峰先輩）

2019年
- 真夜中のオカルト公務員（太郎坊、職員）
- 荒ぶる季節の乙女どもよ。（典元泉）

2020年
- 織田シナモン信長（ナイト〆アキラー）
- やはり俺の青春ラブコメはまちがっている。完（相模）

2021年
- アイカツプラネット!（瀬川樹、男子、音声スタッフ、ファン） - 実写パートにも出演
- おそ松さん（同期AI）
- さよなら私のクラマー（谷安昭）
- バクテン!!（双葉翔太郎）
- 白い砂のアクアトープ（仲村櫂）

2022年
- ハコヅメ〜交番女子の逆襲〜（山田武志）
- ラブオールプレー（門田博人）
- 群青のファンファーレ（風波駿）
- シュート!Goal to the Future（小久保公平）
- 聖剣伝説 Legend of Mana -The Teardrop Crystal-（サフォー）

2023年
- セブンボイスミュージアム〜名画と7人の巨匠たち〜（木村レオ）
- 虚構推理 Season2（紺野和幸）
- 魔術士オーフェンはぐれ旅 聖域編（カコルキスト）
- 青のオーケストラ（佐伯直）

2024年
- HIGH CARD（ヴィクター・バギンズ）
- シンカリオン チェンジ ザ ワールド（2024年 - 2025年、九頭竜リョータ）
- 響け!ユーフォニアム3（月永求）
- 多数欠（吉井鉄平）
- デリコズ・ナーサリー（ウル・デリコ〈青年期〉）
- ポケットモンスター（ソーダヨ）

2025年
- 機動戦士Gundam GQuuuuuuX（シュウジ・イトウ） - 2025年に劇場先行版が公開
- 謎解きはディナーのあとで（沢村佑介）
- クレバテス-魔獣の王と赤子と屍の勇者-（ミナーク）
- ブスに花束を。（上野陽介）
- Let’s Play クエストだらけのマイライフ（マーシャル・ロー）

### 劇場アニメ
2010年代
- K SEVEN STORIES Episode2「SIDE:BLUE〜天狼の如く〜」（2018年、楠原剛）
- 劇場版 響け!ユーフォニアム〜誓いのフィナーレ〜（2019年、月永求）

2020年代
- BURN THE WITCH（2020年、バルゴ・パークス）
- 映画 さよなら私のクラマー ファーストタッチ（2021年、谷安昭）
- 映画 バクテン!!（2022年、双葉翔太郎）
- 劇場版アイカツプラネット!（2022年、瀬川樹）
- 劇場版ハイキュー!! ゴミ捨て場の決戦（2024年、五色工）

### Webアニメ
- OBSOLETE（2019年、少年兵A）
- BURN THE WITCH ＃0.8（2023年、バルゴ・パークス[46]）

### ゲーム
2010年代
- あんさんぶるスターズ!（2017年、富士田多々良）
- IDOL FANTASY - アイドルファンタジー -（2018年、橋爪大牙）

2020年
- ディズニー ツイステッドワンダーランド（エペル・フェルミエ）
- BLEACH Brave Souls（バルゴ・パークス）

2021年
- バランワンダーワールド（レオ・クレイグ）
- アンジェリーク ルミナライズ（ユエ）

2022年
- モンスターハンターライズ:サンブレイク（オボロ）

2025年
- 機動戦士ガンダム アーセナルベース（シュウジ・イトウ）
- パズル&ドラゴンズ（シュウジ・イトウ）
- SDガンダム GGENERATION ETERNAL（シュウジ・イトウ）
- 機動戦士ガンダム U.C. ENGAGE（シュウジ・イトウ）
- モンスターストライク（シュウジ・イトウ）
- 刀剣乱舞 ONLINE（倶利伽羅江）

### ドラマCD
- アンジェリーク ルミナライズ 1st step（2020年、ユエ）
- 響け！ユーフォニアム 5th Anniversary Disc 〜きらめきパッセージ〜（2021年、月永求[55]）

### ボイスドラマ
- 青春アドベンチャー 「アグリーガール」（2015年、NHK-FM）
- 青春アドベンチャー 「あおなり道場始末」（2017年、NHK-FM）- 勘六 役
- 絵物語WA-GEI（2021年、火焔太鼓 役[56]）
- 連続ボイスストーリー「宇宙少女漂流記」（2021年、YouTube）- アイザック・アシモエ、謎の声C、青の三賢者C、探検隊隊員C、久我山修一郎（幼児）、天文台職員A 役[57]）

### 吹き替え

#### 映画（吹き替え）
- パシフィック・リム: アップライジング（2018年、タヒーマ〈ラハート・アダムス〉[58]）
- バンブルビー（2019年、トリップ・サマーズ〈リカルド・ホヨス〉[59]）[注 1]
- ビート -心を解き放て-（2019年、オーガスト・モンロー〈カリル・エヴァレッジ〉[60]）
- ホーカスポーカス2（2022年、マイク[61]）
- ボトムス〜最底で最強？な私たち〜（2023年、ジェフ〈ニコラス・ガリツィン〉[62]）
- ホールドオーバーズ 置いてけぼりのホリディ（2024年、テディ・クンツ〈ブレイディ・ヘプナー〉[63]）
- シリアル・ママ（2025年、チップ・サトフォン〈サム・ウォーターストン〉[要出典]）

#### ドラマ
- ハイスクール・ニンジャ（2016年、フリント[64]）
- HAWAII FIVE-0 シーズン7 #10（2018年、リース〈ジョーイ・ルースマン〉）
- ヴァイキング 〜ヴァルハラ〜（英語版）（2022年、アウドゥン・ホスクルズソン役）
- オールモスト・ネバー 夢みるバンド物語（2022年、Eテレ、オークリー〈オークリー・オーチャード〉[65]）
- 陳情令（2022年、藍思追〈鄭繁星（ジェン・ファンシン）〉 [66]）
- 6人の女 ワケアリなわたしたち （2024年、NHK総合、ジュリアン〈マクソンス・ダネ＝フォーヴェル〉）

#### テレビ番組
- 地球ドラマチック（2019年、Eテレ）

#### アニメ
- 魔道祖師（2021年、藍思追[67]）
- タラ・ダンカン（2022年、カル[68]）
- スクルージ:クリスマス・キャロル（2022年、スクルージ〈少年時代〉[69]）
- ミュータント・タートルズ:ミュータント・パニック！（2023年、ラファエロ[70]）
- テイルズ・オブ・ザ・ミュータント・タートルズ（2024年、ラファエロ、スプリンター [71]）

### ラジオ
※はインターネット配信。
- 月刊 新・男前通信6月号〜月刊 土屋神葉（2021年、文化放送モバイルplus※）[72]
- TVアニメ『群青のファンファーレ』優＆駿ラジオ（2022年 - 、音泉※・YouTube※）[73]
- MAN TWO MONTH RADIO 土屋神葉のゆっくりまったりゆったり話そ。（2022年4月・5月、超!A&G+※）[74]
- 越路吹雪生誕100年 美しきシャンソンの世界（2024年2月12日、ラジオ第一） - マルジョレーヌ歌唱

### ナレーション
- 密着・荒牧慶彦 〜Master piece 「彼」を創るもの〜（2019年9月15日、日テレプラス）
- ドキュランドへようこそ 〜11歳、僕はゲイとして生きていく〜（2020年、Eテレ） - 主人公・ビリー少年のナレーション[75]
- 『アイカツプラネット！』放送開始記念！1月まで待ちきれない！直前スペシャル（2020年12月6日 - 27日、テレビ東京）
- ガンバラナー（2021年4月8日、フジテレビ）[76]
- ロードtoショーダンス（2023年4月7日〜2024年3月28日、テレビ東京）[77]

### テレビ番組
※はインターネット配信。
- 天才てれびくんYOU（2019年、Eテレ） -「動」のもじもん・どぅーろん役[78]
- クリームチーズの逸品〜スイーツ・スイーツ・スイーツ〜 ナビゲーター（2019年、BSフジ）[79]
- ZIP! リポーター（2020年 - 2022年、日本テレビ）[80]
- 呼び出し先生タナカ（2022年9月18日、フジテレビ）[81]
- 趣味どきっ! 刀剣Lovers入門 「四の剣」（2022年10月26日、Eテレ）[82]

### 映像商品
- アンジェリーク ルミナライズ 新宇宙プレサミット & 1st Floating Stage[83]

### 映画
- 群青 愛が沈んだ海の色（2009年） - 大介（少年時代） 役
- ペダルの行方（2009年）- 香太の兄 役
- 3月のライオン 前編（2017年）- 男子高校生 役
- 映画刀剣乱舞-継承-（2019年） - 無銘 / 倶利伽羅江 役
- 劇場版アイカツプラネット！（2022年） - 瀬川樹 役
- 映画刀剣乱舞-黎明-（2023年） - 倶利伽羅江 役
- THE3名様Ω（2024年）
- 鬼ベラシ（2025年）[84]

### Vシネマ
- 呪怨 ザ・グラッジ3（2009年、佐伯俊雄）

### CM
- 伊藤園 健康ミネラルむぎ茶 （2005年）[注 1]

### 舞台
- 砂岡事務所プロデュース
  - 『絵本合法衢』（2016年、あうるすぽっと） - 守山軍蔵、お縫 役[85]
  - 『Love's Labour's Lost （恋の骨折り損）』（2018年11月17日 - 25日、CBGKシブゲキ!!） - ビローン 役
- 殿様ランチ 薫風の公演2018『はりこみ』（2018年5月16日 - 20日、下北沢駅前劇場） - 十勝 役
- ミュージカル『マリーゴールド』（2018年8月 - 9月、サンシャイン劇場 他） - ウル、キャメリア 役
- 付喪、転じて仇となる（2019年12月4日 - 8日、俳優座劇場） - 鴨居純太 役
- 明治座の変『麒麟にの・る』（2019年12月28日 - 31日、明治座）- 森丸 役[86]
- CBGKシブゲキ!! presents『春母夏母秋母冬母』（2020年2月14日 - 18日、CBGKシブゲキ!!） - ユキユキ、お母さん 役
- 木ノ下歌舞伎『糸井版 摂州合邦辻』（2020年東京公演10月22日 - 26日、あうるすぽっと、京都11月2日 - 3日、ロームシアター京都） - 俊徳丸 役[87]
- 7本指のピアニスト～泥棒とのエピソード～（2022年7月22日 - 30日、サンシャイン劇場） - 泥棒 役[88]
- FUKAIPRODUCE羽衣本公演2023『プラトニック・ボディ・スクラム』（2023年2月9日 - 12日、本多劇場） - 謎の存在 役
- 木ノ下歌舞伎『糸井版 摂州合邦辻』（2023年5月26日 - 6月4日神奈川芸術劇場大スタジオ、6月10日北上市文化交流センターさくらホール中ホール、6月14日穂の国とよはし芸術劇場PLAT主ホール、7月1日滋賀県立芸術劇場中ホール） - 俊徳丸 役[89]
- 嵐になるまで待って（2023年7月24日 - 31日、サンシャイン劇場） - 幸吉 役[90]
- 俺を知ってくれ！（2023年9月10日、東京労音アールズアートコート） - アラン 役
- オペレッタ『美しきエレーヌ』（2024年2月17日、東京芸術劇場） - エロス 役
- もっと！俺を知ってくれ！〜激闘三国志編〜（2024年3月31日、ニッショーホール） - 関羽 役
- 音楽朗読劇『陰陽師』（2024年10月8日、シアター1010） - 源博雅 役[91]
- 劇団岸野組1990プロジェクト『半ぺら二枚肩ポンポコ世話噺 戌の巻』（2024年11月13日 - 17日、俳優座劇場） - 新之助 役[92]
- G.GARAGE/// 朝シェイクスピア90シリーズ『ジュリアス・シーザー』（2025年2月28日・3月1日、Mixalive TOKYO Hall Mixa）[93]
- imgReading2「明日の卒業生たち」（2025年6月12日 - 21日、彩の国さいたま芸術劇場 小ホール）[94]

### 音楽活動
- 声優紅白歌合戦（2023年5月20日、パシフィコ横浜大ホール）[95]
- 声優Neo歌謡フェス2023（2023年8月19日、お台場R地区）[96]
- ソワレ シャンソンコンサート#272（2024年11月18日、PetitMoa）[97]
- ブラヴォー!コーチャン！（2024年11月25日26日、I'M A SHOW）[98]
- ピアノステップ昼休み企画コンサート（2024年12月27日、ミリカローデン那珂川）[99]

### テレビドラマ
- トクサツガガガ（2019年、シシレオーの声[100] / ショウ〈尾上大地〉、コピー機の営業マン）
- 妄想エレベーター（2019年、イケメン）
- アイカツプラネット!（2021年、瀬川樹 [101]） - アニメパートにも出演
- ウルトラマントリガー NEW GENERATION TIGA（2021年、青年リブット[102]）
- 記憶捜査〜新宿東署事件ファイル〜（2022年、葛見健次郎[103]）

### 朗読劇
- 声の優れた俳優によるドラマリーディング 日本文学名作選 第七弾『三つの愛と、殺人－芥川 太宰 安吾－』（2018年10月12日、紀伊國屋サザンシアター） - 多襄丸 役
- うち劇「振り向くな、後ろには未来はない」（2020年5月31日、オンライン配信）
- 朗読と能で描く陰陽師と鬼の世界 幽玄朗読舞「KANAWA」（2021年9月1日・4日、銀座博品館劇場） - 藤原和人 役[104]
- 文豪カプリチオ（2021年11月1日、2022年1月1日、ANIMAX） - 主演
- 朗読歌劇「ラ・ボエーム〜愛ある限り〜」（2022年1月10日、横浜市磯子区民文化センター 杉田劇場） - ロドルフォ（詩人） 役
- 扉をあけるその先に～北斎からドビュッシーまで、響く波の広がり～（2022年7月15日、すみだトリフォニーホール 小ホール）- クロード・ドビュッシー 役[105]
- 朗読舞踊劇「阿国〜かぶく恋、夢の果て〜」（2022年9月29日、サンシャイン劇場） - 山三 役
- 朗読劇「幽玄朗読舞『SEIMEI～道成寺伝説より～』」（2022年10月27日、博品館劇場） - 藤原和人 役
- 朗読劇「明日の卒業生たち」（2025年6月13日14日、彩の国さいたま芸術劇場） - 上島大和 役
- 朗読劇「ぼうけんの星」（2025年11月8日・9日〈予定〉、九州大学医学部 百年講堂）[106]

### MV
- 優里「ベテルギウス」（2021年）- 真琴 役[107]

### その他コンテンツ
- ボイレピ♪ 朝ごはん #37 土屋神葉さんの声で作る「サラダチキンとゆで卵のボリューム満点コブサラダ」（2023年）[108]
- コードジェム（2025年）楊梅[109]
- おんせんし（2025年）ジュウソウ[110]

## ディスコグラフィ

### キャラクターソング
| 発売日        | 商品名                                                 | 歌                       | 楽曲                     | 備考                                                                           |
| ------------- | ------------------------------------------------------ | ------------------------ | ------------------------ | ------------------------------------------------------------------------------ |
| 2017年12月6日 | ボールルームへようこそ キャラクターソング集            | 富士田多々良（土屋神葉） | 「Imaginary dancing」    | テレビアニメ『ボールルームへようこそ』関連曲                                   |
| 2021年3月10日 | ヴォーカル集 アンジェリーク ルミナライズ Sparkle!      | ユエ（土屋神葉）         | 「Colorful Diamond」     | ゲーム『アンジェリーク ルミナライズ』関連曲                                    |
| 2021年11月3日 | 『ウルトラマントリガー』キャラクターソングミニアルバム | 青年リブット（土屋神葉） | 「ウルトラ・BOOT CAMP!」 | 特撮テレビドラマ『ウルトラマントリガー NEW GENERATION TIGA』エンディングテーマ |